# Ján Ďurčanský
Ján Ďurčanský (1902 – 1973) war ein slowakischer Anwalt und rechtsradikaler Politiker der Ludaken. Nach dem Zweiten Weltkrieg wurde er von der Tschechoslowakei als Kriegsverbrecher gesucht.

## Karriere
In den 1920er Jahren war er gemeinsam mit seinem jüngeren Bruder Ferdinand Ďurčanský bei der faschistischen Rodobrana aktiv, ab 1933 gaben bei zusammen die Zeitschrift Nástup heraus, um die sich die rechtsradikale junge Ludaken-Generation sammelte. Ďurčanský war außerdem Funktionär der Organisation Orol. Im vom „Dritten Reich“ abhängigen Slowakischen Staat war er Vorsitzender des Sportvereins ŠK Bratislava, Leiter der Rechtsabteilung im Oberkommando der Hlinka-Garde, Vorsitzender der lokalen Parteiorganisation der Ludaken in der Bratislaver Gespanschaft und von 1944 bis 1945 Regierungsbeauftragter im slowakischen Verwaltungsgebiet der „Graner Gespanschaft“ (slowakisch: Pohronská župa).

## Kriegsverbrechen

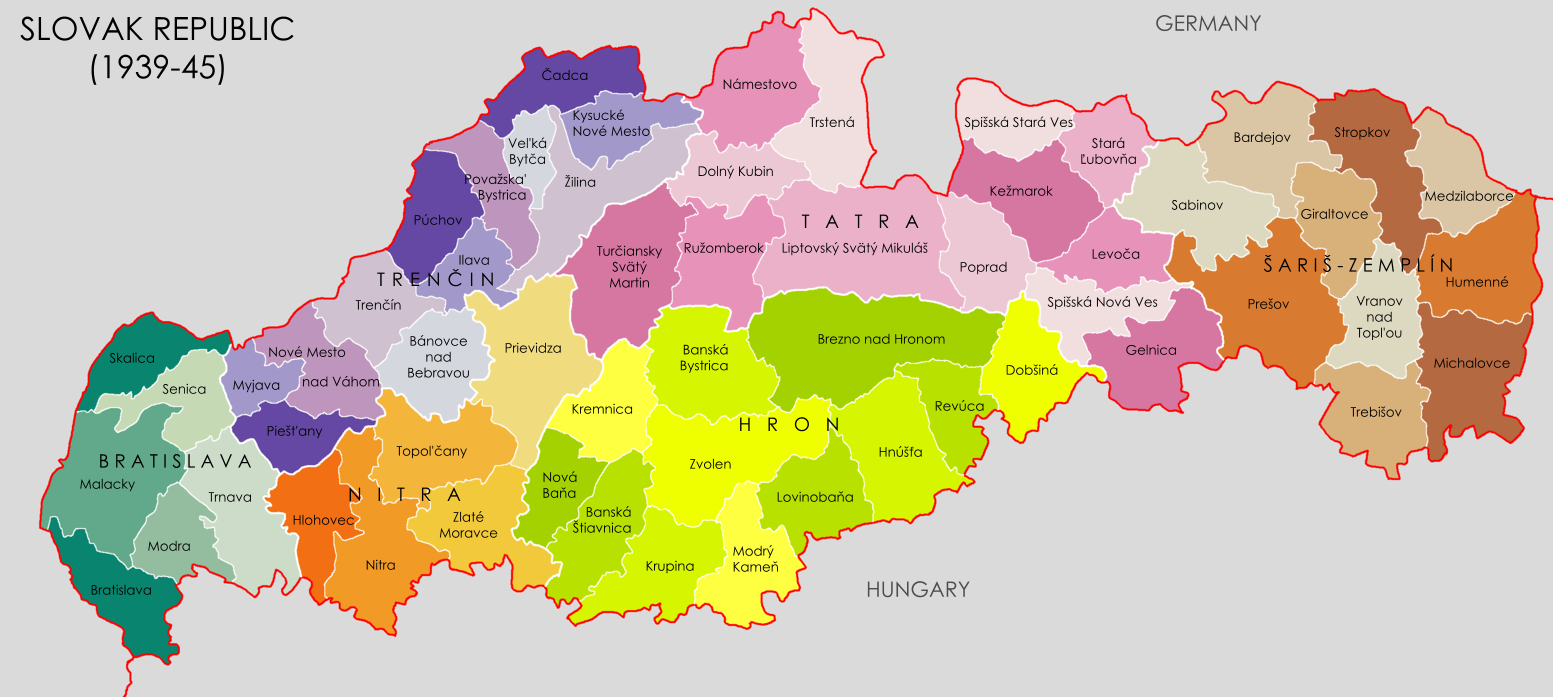
In Gelb die von Ďurčanský von 1944 bis 1945 verwaltete mittelslowakische Graner Gespanschaft

Nach der Niederschlagung des Slowakischen Nationalaufstands durch deutsche Besatzungstruppen und die Bereitschaftseinheiten der Hlinka-Garde (POHG) kam es in der Mittelslowakei zu Massenhinrichtungen, die von deutschen Einsatzgruppen sowie Hlinka-Gardisten durchgeführt wurden.
Die Massenmorde bei den Ortschaften Nemecká und Kremnička, bei denen im Laufe weniger Wochen etwa 2000 Menschen brutal ermordet wurden, stellen dabei die größten Massaker in der slowakischen Geschichte dar. Der Befehl für das vom 5. bis 11. Januar 1945 durchgeführte Massaker in Nemecká, das etwa 900 Todesopfer forderte, wurde dabei auch von Ďurčanský als Regierungsbeauftragtem der „Graner Gespanschaft“ erteilt, zusammen mit dem Leiter der Hlinka-Garde in der Graner Gespanschaft, Vojtech Košovský.

## Exil und Auslieferungsanträge
Ďurčanský flüchtete 1945 aus der Slowakei ins westliche Exil. Am 11. August 1947 kam er in Argentinien an, unter dem gefälschten Namen Jan Dubravka und einer angeblichen ungarischen Nationalität. Bereits 1949 forderte er einen Bürgerausweis an, in dem festgehalten wurde, dass Dubravka und Ďurčanský die gleiche Person sind. Am 5. September 1951 erhielt er die argentinische Staatsbürgerschaft. Am 15. Juni 1958 stellte der tschechoslowakische Botschafter in Argentinien einen Auslieferungsantrag zu Ďurčanský. Das Ansuchen erfolgte im Zusammenhang mit seiner Beteiligung an den Massenmorden an Zivilisten und Soldaten in der Mittelslowakei. Das argentinische Gericht, das Ďurčanskýs Fall bearbeitet, gab dem Auslieferungsantrag jedoch nicht statt. Ďurčanský arbeitete in Argentinien seit Ende der 1940er Jahre für die Direktion für Migration und erhielt die Position des Kanzleileiters für Amtsdokumente.